# Karlsbadbesluten

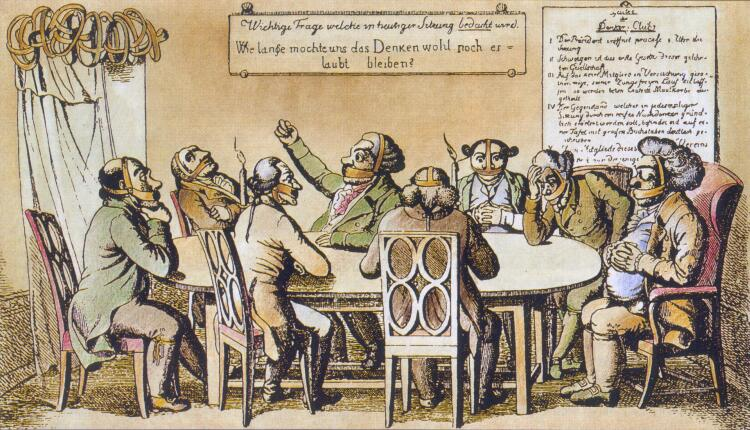
"Tänkarklubben", politisk skämtteckning om Karlsbadbesluten

Karlsbadbesluten (tyska: Karlsbader Beschlüsse) kallas de reaktionära avtal inom Tyska förbundet som fattades vid överläggningar i Karlsbad den 6-31 augusti 1819 och bekräftades av tyska förbundsdagen den 20 september samma år. Besluten upphävdes först den 2 april 1848.
Bakgrunden var att en liberal student i april 1819 hade mördat författaren August von Kotzebue. Avsikten var kanske att hjälpa liberalismen genom att mörda en konservativ, men resultatet blev det omvända. Skräcken ledde till beslut om ökad censur och övervakning av studenternas politiska åsikter.
Besluten innebar tillsättandet av en provisorisk exekutivkommitté för förbundsbesluts verkställande, inrättande av sträng övervakning av universitetslärarnas och studenternas politiska hållning, skärpt censur över den periodiska pressen och böcker av mindre omfång än 20 ark, upprättande av en centralundersökningskommission i Mainz rörande revolutionära stämplingar (demagogische Umtriebe) samt en absolutistisk tolkning av förbundsaktens 13:e artikel om införande av landsständer.
Besluten användes hänsynslöst för att slå ner alla försök till liberala reformer.